# Munții Întorsurii
Munții Întorsurii sunt o grupă muntoasă a Carpaților de Curbură, aparținând de lanțul muntos al Carpaților Orientali. Cel mai înalt pisc este Vârful Piliștea, având altitudinea de 1.222 m. 

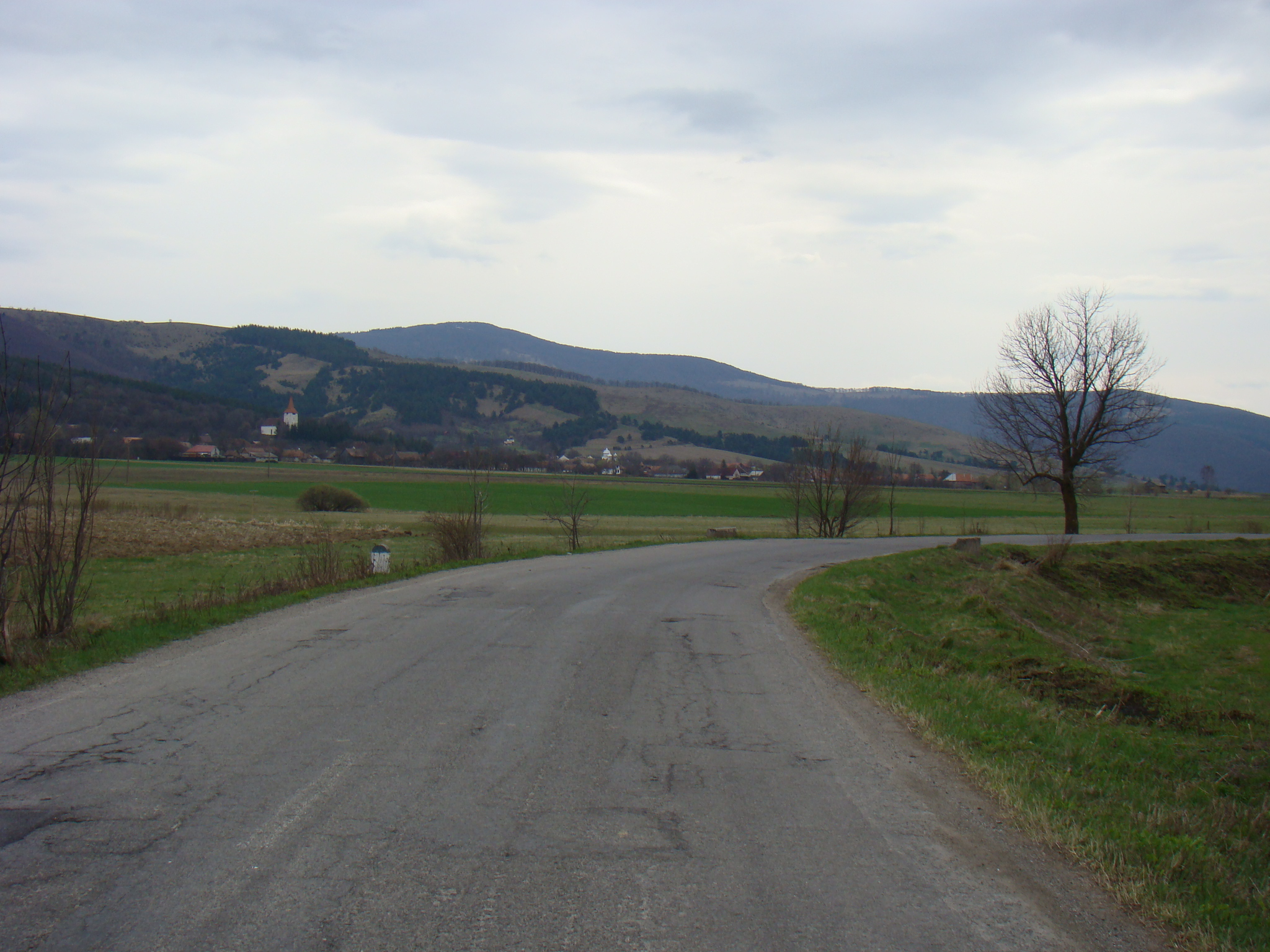
Versantul vestic al munţilor Întorsurii înspre Dobârlău